# Chaharsad Dastgah
Chaharsad Dastgah (چهارصد دستگاه, quatre cents habitations) est un quartier du sud-ouest de Téhéran, la capitale de l’Iran. Construit en 1946, il s'agit du premier programme de logement collectif de Téhéran. Il était conçu initialement pour accueillir 1 800 habitants, et destiné à des fonctionnaires à faibles revenus. La cité fut construite selon des principes hygiénistes et économiques, afin de répondre notamment à la demande de logements. Elle présente également des nouveautés urbanistiques à Téhéran, ces dernières ayant pour but de permettre une modernisation du mode de vie iranien.

## Volonté politique dans la construction du quartier
La construction de la cité de Chaharsad Dastgah répondait à des contraintes de surpopulation observées dans la ville de Téhéran, mais également à une idéologie de modernisation. Les architectes responsables du projet (Ali Sadegh, Manouchehr Khoursand, Hossein Sadegh, Abbas Adjdari) avaient pour la plupart étudié en Europe, et ils voulaient promouvoir un mode de vie occidental chez les populations iraniennes. En particulier, les réformes modernistes de l'époque voulaient changer le rôle traditionnelle des femmes et les encourager à sortir de l'espace domestique. Cependant, de l'aveu même de ces architectes, cette transformation ne pouvait se faire sans conserver quelques spécificités des maisons traditionnelles iraniennes, notamment l'importance accordée aux espaces privés, essentielle dans la culture iranienne. Ainsi, bien qu'étant un projet de logements collectifs, les habitations construites consistent en des logements individuels, et possèdent tous un espace extérieur privé associé. Dans un but de sécularisation, la mosquée n'était pas placée au centre, comme dans un quartier traditionnel où elle sert habituellement de lieu de rencontre, mais à l'extrémité du quartier. Un autre lieu de rencontre sous forme d'amphithéâtre était placé au milieu du quartier.

## Caractéristiques architecturales et urbanistiques.
La cité de Chaharsad Dastgah compte à sa construction 384 appartements de deux à quatre pièces construits sur un ou deux étages. Pour chaque habitation, la moitié de la surface environ est occupée par une cour-jardin intérieure, élément très important de la maison traditionnelle persane. Cependant, si dans la maison traditionnelle, la cour est intégralement entourée par la maison ou par de hauts mur, dans le système de logement collectifs les cours sont situées les unes contre les autres. Les cours sont à l'arrière des maisons, et derrière elles se trouvent les cours d'autres maisons, celles-ci situées parallèlement au premier rang d'habitations. Cela créé un bloc urbain, avec les cours-jardins situés dos à dos. La cour intérieure possédait d'ailleurs des murs moins hauts que dans la maison traditionnelle. Dans cette cour se trouve également un bassin d'eau.
Les immeubles sont orientés vers le sud, les rues sont larges et quadrillées, et le quartier constitue un modèle de modernité pour les architectes iraniens de l'époque. Les façades donnant sur la rue étaient conçues avec de grandes fenêtres, ce qui permettait une interaction visuelle entre les femmes au foyer et l'espace extérieur. Enfin, bien que les logements soient des maisons individuelles, la présence de bloc urbain a permis la promotion de la notion de vie collective chez les habitants, qui se consultaient mutuellement pour l'entretien des façades ou d'escaliers partagés.

## Évolution du quartier
Le quartier compte près de 4 000 habitants au début des années 2000, alors qu'il est conçu pour largement deux fois moins. La surpopulation va être à l'origine de la dégradation des appartements ainsi que de la cité. Face au manque de place pour les familles, les habitations n'étant pas conçues pour accueillir les 7 ou 8 membres de la famille iranienne de l'époque, certains habitants ont recouvert les balcons ou une partie de la cour-jardin pour pouvoir bénéficier d'une pièce supplémentaire. Dans le cas où des voisins étaient en fait des membres d'une même famille, il est arrivé que des habitants détruisent le mur séparant leur jardin pour pouvoir bénéficier d'un plus grand espace avec leurs voisins. A l'inverse, d'autres habitants élevèrent la hauteur du mur protégeant leur jardin pour bénéficier d'encore plus d'intimité.